# Ibrahim Salah (football, 1987)
Pour les articles homonymes, voir Ibrahim Salah et Salah.
Ibrahim Salah (en arabe : إبراهيم صلاح), est un footballeur égyptien né le 1er avril 1987 à Mansourah reconverti entraîneur. 

## Biographie
Après avoir joué trois ans dans le club de sa ville natale, le Mansourah SC, il s'engage en faveur du Zamalek SC. Devenu titulaire indiscutable, ses prestations en club lui ouvrent les portes de la sélection en 2010. 
En juillet 2013, il s'engage en faveur d'Al-Orobah FC à la suite de plusieurs arrêts du championnat égyptien et à l'instabilité dans le pays.

## Palmarès
- Championnat d'Egypte : 2015
- Égypte
  - Coupe d'Afrique des nations
    - Finaliste 2017